# Ceryx seminigra
Ceryx seminigra là một loài bướm đêm thuộc phân họ Arctiinae, họ Erebidae.